# Jackie Gleason
Jackie Gleason (Brooklyn, Estados Unidos, 26 de fevereiro de 1916 — Fort Lauderdale, Flórida, Estados Unidos, 24 de junho de 1987) foi um ator, compositor e apresentador de televisão estadunidense.

## Biografia
Filho de um auditor de seguros que desapareceu quando ele tinha oito anos de idade, Jackie abandonou o ginásio e começou a trabalhar como apresentador em boates.
Mudou-se para Hollywood na década de 1940 mas apenas em 1949 encontrou um lar e bons papéis na televisão. Após uma temporada como astro de The Life of Riley, tornou-se anfitrião de vários shows de variedades que duraram cerca de duas décadas. Foi a partir da década de 1950, ao assumir o programa de variedades da rede de televisão DuMont, Cavalcade of Stars, a carreira de Gleason começou a crescer. Em 1952, ele se mudou para a CBS como apresentador do The Jackie Gleason Show, programa em que ele interpretava diversos personagens, sendo o mais popular Ralph Kramden, um motorista de ônibus do Brooklyn, que daria origem ao seriado The Hooneymooners por uma temporada.
Era conhecido pelo público e pelos colegas como "The great", apelido que ele mesmo se deu quando iniciou a carreira como ator e declarou que seria o maior deles.
Jackie era um grande bebedor, um grande gastador e um sujeito grande com seus mais de 100 quilos. Se transformou durante os anos 50 e 60 em um dos mais populares e bem pagos astros da TV americana.
No cinema ele não teve o mesmo sucesso e sempre desempenhou papéis secundários, mas chegou a ser indicado para o Oscar de melhor ator coadjuvante pelo papel em "Desafio à corrupção", em 1961.
Em 1978 se submeteu a uma cirurgia que lhe rendeu três pontes de safena e nos últimos anos de sua vida sofria também de diabetes e enfisema pulmonar.

## Filmografia
- Nothing in Common - (1986)
- Smokey and the Bandit Part 3 - (1983)
- The Sting II - (1983)
- The Toy - (1982)
- Smokey and the Bandit II - (1980)
- Smokey and the Bandit - (1977)
- Mr. Billion - (1977)
- How do i love thee? - (1970)
- Don't Drink the Water - (1969)
- How to Commit Marriage - (1969)
- Skidoo - (1968)
- Soldier in the Rain - (1963)
- Papa's Delicate Condition - (1963)
- Requiem for a Heavyweight - (1962)
- Gigot - (1962)
- The Hustler - (1961)
- The Desert Hawk - (1950)
- Springtime in the Rockies - (1942)
- Orchestra Wives - (1942)
- Escape from Crime - (1942)
- Tramp, Tramp, Tramp - (1942)
- Lady Gangster - (1942)
- All Through the Night - (1942)
- Steel Against the Sky - (1941)
- Navy Blues - (1941)